# FINA Water Polo World Cup 1983 (femminile)
La Coppa del Mondo femminile di pallanuoto 1983 è stata la quarta edizione della manifestazione organizzata dalla FINA.
Le cinque squadre invitate, tra cui anche la squadra giovanile del Canada che tuttavia era fuori competizione, erano incluse in un unico girone in cui ciascuna affrontava tutte le altre due volte. Le partite si disputarono a Sainte-Foy, una cittadina all'epoca nei pressi di Québec, ma oggi inglobata nella stessa Québec.

## Squadre partecipanti
Le squadre sono elencate in ordine alfabetico.
- Australia
- Canada
- Canada giovanile
- Paesi Bassi
- Stati Uniti

## Classifica finale
|    | Squadra     | Punti | G | V | N | P | GF | GS | DR  |
| -- | ----------- | ----- | - | - | - | - | -- | -- | --- |
| 1. | Paesi Bassi | 9     | 6 | 4 | 1 | 1 | 54 | 40 | +14 |
| 2. | Stati Uniti | 7     | 6 | 3 | 1 | 2 | 43 | 40 | +3  |
| 3. | Australia   | 4     | 6 | 1 | 2 | 3 | 38 | 41 | -3  |
| 4. | Canada      | 4     | 6 | 1 | 2 | 3 | 37 | 38 | -1  |

## Risultati
|             | Paesi Bassi (bandiera) | Stati Uniti (bandiera) | Australia (bandiera) | Canada (bandiera) |
| ----------- | ---------------------- | ---------------------- | -------------------- | ----------------- |
| Paesi Bassi |                        | 12 – 9 10 – 10         | 11 – 7 13 – 7        | 8 – 7 5 – 9       |
| Stati Uniti | 9 – 12 10 – 10         |                        | 9 – 7 6 – 7          | 8 – 5 7 – 6       |
| Australia   | 7 – 11 7 – 13          | 7 – 9 7 – 6            |                      | 5 – 5             |
| Canada      | 7 – 8 9 – 5            | 5 – 8 6 – 7            | 5 – 5                |                   |

## Classifica finale
| Vincitore Coppa del Mondo (2º titolo) | Vincitore Coppa del Mondo (2º titolo) |
| ------------------------------------- | ------------------------------------- |
| PAESI BASSI                           |                                       |
| Posizione                             | Squadra                               |
| 2                                     | Stati Uniti                           |
| 3                                     | Australia                             |
| 4                                     | Canada                                |